# Omladinski Fudbalski Klub Petrovac 2011-2012
Questa voce raccoglie le informazioni riguardanti l'Omladinski Fudbalski Klub Petrovac nelle competizioni ufficiali della stagione 2011-2012.